# El estado de sitio
El estado de sitio (L'État de siège en su versión original) es una obra de teatro en tres actos del dramaturgo francés Albert Camus, estrenada en 1948.

## Argumento
La Peste, con forma de un joven oportunista y acompañado por su secretaria, se ha apoderado de la ciudad de Cádiz, imponiendo sus designios sobre la población, manipulando sus miedos y sometiéndola a su caprichosa voluntad. Los sentimientos y las emociones son proscritos. Solo el héroe Diego tendrá el arrojo suficiente para enfrentarse al poder establecido, sacrificando para ello su propia. Finalmente la Peste es expulsada.

## Alegoría
La pieza se ha interpretado como una crítica feroz a los totalitarismos de corte fascista, y muy especialmente a la dictadura de Franco. En respuesta a las críticas formuladas al autor por Gabriel Marcel por no haber ambientado la obra en cualquier escenario totalitario de la comunista Europa Oriental, aquel replicó con un ensayo titulado Por qué España, incluido en la edición francesa del libro, y en el que arremetía contra el papel de la Iglesia católica durante la II Guerra Mundial y que concluía con la frase «¿Por qué Guernica, Gabriel Marcel?».

## Estreno
- Théâtre Marigny, París el 27 de octubre de 1948. Estreno.
  - Dirección: Jean-Louis Barrault.
  - Música: Arthur Honegger.
  - Escenografía: Balthus.
  - Intérpretes: Pierre Bertin, Madeleine Renaud, Pierre Brasseur, María Casares, Albert Medina, Marie-Hélène Dasté, Jean-Louis Barrault, Jacques Berthier, Marcel Marceau.